# Ralf Bißdorf
Ralf Bißdorf (Heidenheim an der Brenz, 15 de marzo de 1971) es un deportista alemán que compitió en esgrima, especialista en la modalidad de florete.
Participó en dos Juegos Olímpicos de Verano, obteniendo una medalla de plata en Sídney 2000, en la prueba individual, y el sexto lugar en Atenas 2004, en la prueba por equipos.
Ganó tres medallas en el Campeonato Mundial de Esgrima entre los años 2002 y 2005, y cinco medallas en el Campeonato Europeo de Esgrima entre los años 1998 y 2006.

## Palmarés internacional
| Juegos Olímpicos   | Juegos Olímpicos    | Juegos Olímpicos  | Juegos Olímpicos    |
| Año                | Lugar               | Medalla           | Prueba              |
| ------------------ | ------------------- | ----------------- | ------------------- |
| 2000               | Sídney (Australia)  | Medalla de plata  | Florete individual  |
| Campeonato Mundial |                     |                   |                     |
| Año                | Lugar               | Medalla           | Prueba              |
| 2002               | Lisboa (Portugal)   | Medalla de oro    | Florete por equipos |
| 2003               | La Habana (Cuba)    | Medalla de bronce | Florete por equipos |
| 2005               | Leipzig (Alemania)  | Medalla de bronce | Florete por equipos |
| Campeonato Europeo |                     |                   |                     |
| Año                | Lugar               | Medalla           | Prueba              |
| 1998               | Plovdiv (Bulgaria)  | Medalla de oro    | Florete individual  |
| 1998               | Plovdiv (Bulgaria)  | Medalla de oro    | Florete por equipos |
| 2001               | Coblenza (Alemania) | Medalla de oro    | Florete por equipos |
| 2001               | Coblenza (Alemania) | Medalla de bronce | Florete individual  |
| 2006               | Esmirna (Turquía)   | Medalla de oro    | Florete individual  |